# Денисово-Николаевка
Дени́сово-Никола́евка — хутор в Куйбышевском районе Ростовской области.
Входит в состав Кринично-Лугского сельского поселения.

## Население
| 2010 |
| ---- |
| 65   |

По данным переписи 1926 года по Северо-Кавказскому краю, на хуторе числилось 29 хозяйств и 155 жителей (76 мужчин и 79 женщин), из которых все 155 — украинцы.

## Улицы
- ул. Береговая,
- ул. Степная,
- ул. Юбилейная.